# 倩女幽魂 (漫画)
《倩女幽魂》是由翻翻动漫牵头，日本集英社、台湾霹雳布袋戏协力出的漫画，第一部《倾世画魂》在《漫画行》2015年2月底连载。由网易的网游《倩女幽魂2》改编。

## 人物
莫忘尘、殷紫萍、妙丹青、楚灵倩